# Luis Almagro
Luis Leonardo Almagro Lemes (Paysandú, 1º giugno 1963) è un avvocato, diplomatico e politico uruguaiano.
È stato Ministro degli Affari Esteri dell'Uruguay dal 2010 al 2015 ed è ora Segretario Generale dell'Organizzazione degli Stati americani.

## Biografia

### Studi
Ha studiato all'Università della Repubblica in Montevideo. Politicamente è stato a lungo membro del partito uruguaiano del Frente Amplio (Fronte Ampio)

### Ministro degli Affari Esteri dell'Uruguay
È stato Ministro degli Affari Esteri dell'Uruguay dal 2010 al 2015, facendo parte del governo presieduto da José Mujica.

### Segretario Generale dell'OAS
Il 18 marzo 2015 fu eletto Segretario Generale della Organizzazione degli Stati americani (OAS) e assunse ufficialmente la carica il 26 maggio 2015.